# باول مكفادين
باول مكفادين (بالإنجليزية: Paul McFadden)‏ هو لاعب كرة قدم بريطاني في مركز الوسط، ولد في 14 سبتمبر 1965 في غلاسكو في المملكة المتحدة. لعب مع سيدني تايغرز ونادي ماذرويل ووولونغونغ وولفز.